# Estudios queer

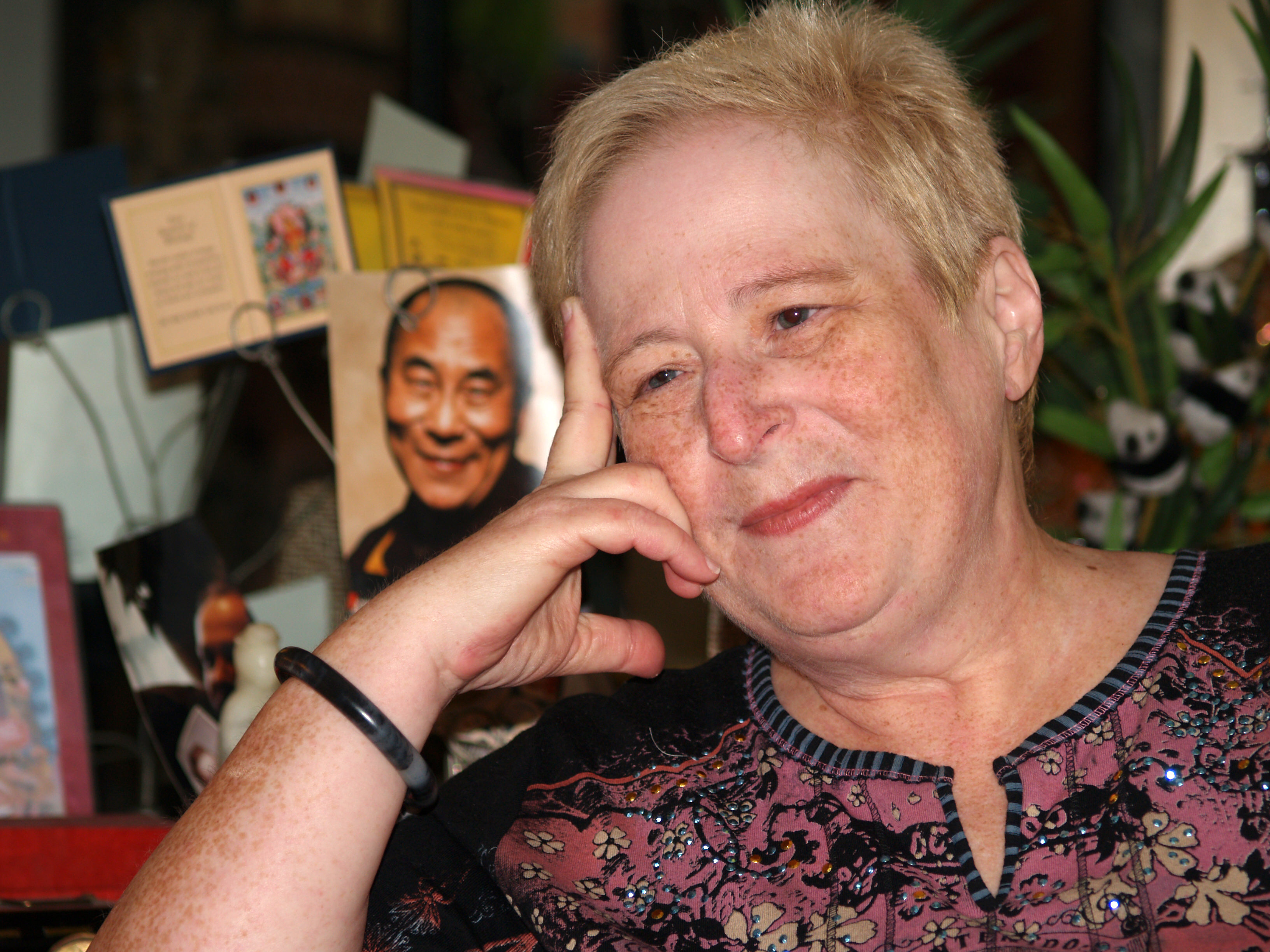
Eve Kosofsky Sedgwick, fundadora de la disciplina en tiempos posteriores.

Los estudios queer es la teoría crítica basada en el estudio de temas relacionados con la orientación sexual y la identidad de género, usualmente enfocándose en las personas y culturas lésbicas, gais, bisexuales, transgénero, no binarias e intersexuales (LGBT). Además, las universidades etiquetaron estas áreas de análisis como estudios de diversidad sexual, estudios LGBT o estudios LGBTQ —«Q» de questioning (preguntas) y/o «queer».
Originalmente centrado en la historia LGBT y la teoría literaria, el campo se expandió hasta incluir estudios académicos de temas planteados en la biología, sociología, antropología, la historia de la ciencia, filosofía, psicología, ciencias políticas, ética y otros campos mediante un examen de la identidad, vidas, historia y percepción de las personas queer. Marianne LaFrance, quien ocupó la presidencia de la Iniciativa de Larry Kramer para los Estudios de Lesbianas y Gais en la Universidad de Yale, dice: «Ahora no sólo nos preguntamos "¿Qué causó la homosexualidad?" [pero también] "¿Qué causó la heterosexualidad?" y "¿Por qué la sexualidad está tan centrada en la perspectiva de algunas personas?"».
Los estudios queer no es lo mismo como la teoría queer, un punto de vista analítico dentro de los estudios cuir (centrada en los estudios literarios y la filosofía) que desafía las aceptadas categorías socialmente construidas de la identidad sexual.

## Contexto general
A pesar de ser una nueva disciplina, un número creciente de universidades han comenzado a ofrecer programas académicos relacionados con el sexo, la sexualidad y orientación sexual. Actualmente hay más de 40 certificados y programas de grado de concesión con al menos cinco instituciones en los Estados Unidos que ofrece un principal universitario; un creciente número de cursos similares se ofrecen en países distintos de los Estados Unidos. En 2003, los programas más importantes se encuentran en la Universidad de la Ciudad de San Francisco, Universidad de la Ciudad de Nueva York, Universidad de California en Berkeley, Universidad de Chicago, Universidad de Purchase en SUNY y Universidad de Nueva York. Otras universidades que proporcionan grados en el tema incluyen la Universidad de Yale, Universidad de California en Los Ángeles, Universidad Sarah Lawrence, la Universidad de Maryland, Universidad DePaul, Universidad de Siracusa (una menor), Universidad de Saint Andrews, Universidad Estatal de California en Northridge, Universidad de Portland, Universidad del Norte de Texas y Universidad de Toronto.
Tomando frecuentemente inspiración de Michel Foucault, los eruditos fundadores de los estudios incluyen Judith Butler, Lauren Berlant, Teresa de Lauretis, Jack Halberstam, David Halperin, Eve Kosofsky Sedgwick y Michael Warner. Debido a que algunos de sus elementos mayores del análisis están relacionados con percepciones públicas, a menudo enfatizan colocarla en la integración de la teoría y la práctica, con varios programas animando trabajos de servicio comunitario, participación comunitaria y trabajo activista además de lectura e investigación académica.[cita requerida]}
Las técnicas en los estudios queer incluyen la búsqueda de influencias y temas queer en trabajos literarios, el análisis de las corrientes políticas que vinculan la opresión de las mujeres, los grupos raciales, y las clases desfavorecidas con la de las personas homosexuales, y la búsqueda de figuras y corrientes queer en la historia que los eruditos estudios queer ven cuando después fueron ignorados y excluidos del canon.[cita requerida]
El profesor Kevin Floyd discutió que los argumentos para el marxismo y aquellos que han sido la base de la teoría queer debería ser reformulada para examinar la disociación de la sexualidad del género en el comienzo del siglo XX en términos de reificación, y para afirmar que esta disociación es un aspecto de una dinámica más grande de reificación social puesta en vigor por el capitalismo.